# Roland Varga
Roland Varga, né le 22 octobre 1977, est un athlète hongrois, naturalisé croate (à compter du 7 août 2009), spécialiste du lancer de disque.
Disqualifié pour dopage, il a été inéligible aux compétitions du 18 septembre 2006 au 17 septembre 2008 et tous ses résultats ont été annulés à partir du 22 juillet 2006.
Son record personnel est de 67,38 m à Veszprém, le 29/06/2002, mais il bat le record national de Croatie à Budapest, avec 67,20 m, le 25 juillet 2010.